# 徐徵麟
徐徵麟（？—17世紀），字定侯，南直隸常州府宜興縣人，明朝、南明政治與軍事人物。徐申懋之孫。

## 生平
徐徵麟是崇禎十五年（1642年）舉人，崇禎十六年（1643年）聯捷進士，獲授浙江山陰知縣，魯王朱以海監國時擔任吏部驗封司主事、員外郎、郎中。紹興失陷後他回鄉不再出仕，以讀書賦詩自娛。

## 家族
曾祖徐紹瀛，庠生，封工部主事。祖父徐申懋，天啓壬戌進士，見任户部郎中。父徐燝先，庠生。

## 引用
1. 1 2  錢海岳《南明史·卷八十一·列傳第五十七》：同（李白春）時（魯王）吏部司官……徐徵麟，字定侯，宜興人。崇禎十六年進士，自山陰知縣歷驗封主事、員外郎、郎中。
2. ↑  嘉慶《宜興縣志·卷七·選舉》：崇禎十五年壬午（舉人）……徐徵麟 申懋孫，癸未進士
3. ↑  嘉慶《宜興縣志·卷八·人物》：徐徵麟，字定侯，崇禎十六年進士，授山陰知縣。明亡，解組歸，堅卧不出，惟讀書歌詩自娛。 以上參節徐志
4. ↑  《崇禎十六年癸未科進士三代履歷》：徐徵麟，定侯，易六房，戊辰年六月十九日生。宜兴人，壬午五十九名，會試一百五十九名，三甲一百十七名。通政司觀政，甲申授浙江山陰知縣。